# دائرة الشمرة
دائرة الشمرة هي إحدى دوائر ولاية باتنة الجزائرية.